# Porting Authorisation Code
PAC (anglicky Porting Authorisation Code) je jedenáctimístné číslo, pod kterým operátoři mobilních služeb evidují požadavek na přenesení telefonního čísla. Vygeneruje jej operátor, ke kterému číslo přechází, oznámí jej zákazníkovi a zákazník je povinen do sedmi dnů předepsanou formou PAC sdělit svému stávajícímu poskytovateli.